# Schizostachyum dumetorum
Schizostachyum dumetorum là một loài thực vật có hoa trong họ Hòa thảo. Loài này được (Hance) Munro miêu tả khoa học đầu tiên năm 1857.